# Galway Hooker
Galway Hooker er et ølmærke, der fremstilles af et uafhængigt mikrobryggeri i Oranmore i County Galway i Irland. Bryggeriet er grundlagt af to fætre, Aidan Murphy and Ronan Brennan, i 2006 og øllens navn er resultatet af en offentlig konkurrence for at finde et navn.
Galway Hooker Irish Pale Ale er bryggeriets flagskib og brygges i serier på 650 liter. Øllet minder om traditionel Pale Ale, der brygges i USA, men har en karamelsmag, der minder om irsk rød øl. Alkoholstyrken er 4.3% (volume).

## Priser
- 2007 - "Best in Ireland" af Bridgestone Irish Food Guide[3]
- 2007 - Vinder in the Irish Craft Brewers Award for Best Beer
- 2009 - Vinder i the Irish Craft Brewers Award for Beer of the Year
- 2010 - Nr. 2 i the Irish Craft Brewers Award for Beer of the Year
- 2014 - Vinder af Gold (beer category) i the Blas na hÉireann / The Irish Food Awards

## Eksterne links
- Officielt website

| Mad og drikke | Spire Denne artikel om mad og drikke er en spire som bør udbygges. Du er velkommen til at hjælpe Wikipedia ved at udvide den. |